# Distretto di Nižnegorskij
Il distretto di Nižnegorskij (in russo Нижнегорский район?, Nižnegorskij rajon; in ucraino Нижньогірський район?; in tataro: Seyitler rayonı) è un rajon de jure della Repubblica Autonoma di Crimea e de facto della Repubblica di Crimea con 50.517 abitanti al 2013. Il capoluogo è l'omonima città di Nižnegorskij.

## Suddivisione amministrativa
Il distretto è suddiviso in un insediamento urbano e 18 insediamenti rurali con 57 villaggi.

### Insediamenti di tipo urbano
- Nižnegorskij

## Popolazione
Composizione della popolazione del distretto al censimento del 2001:
|                   | Etnie, numero abitanti | Dati percentuali popolazione |
| Russi             | 28.727                 | 50,4                         |
| Ucraini           | 16.419                 | 28,8                         |
| Tartari di Crimea | 9.136                  | 16,0                         |
| Bielorussi        | 1.009                  | 1,8                          |
| Greci             | 271                    | 0,5                          |
| Tatari            | 190                    | 0,3                          |
| Usbechi           | 140                    | 0,2                          |
| Polacchi          | 105                    | 0,2                          |
| Azeri             | 95                     | 0,2                          |